# داروی ژنریک

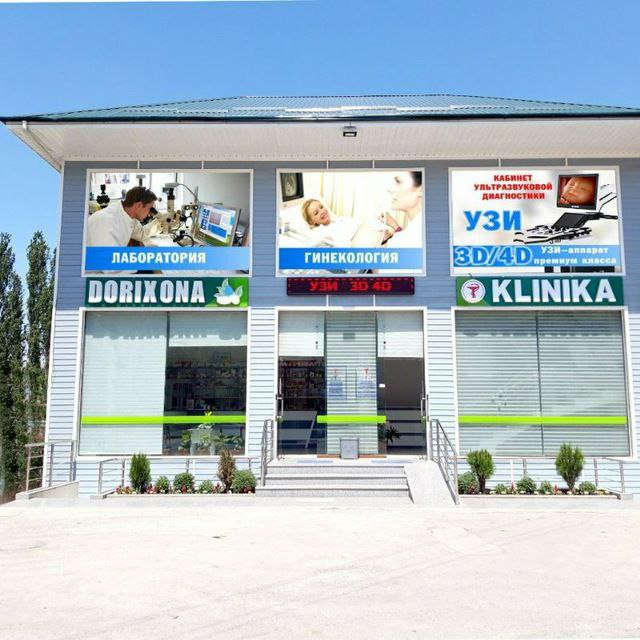
داروی ژنریک

داروی ژنریک (به فرانسوی: Médicaments génériques) یا عمومی داروی شیمیایی است که معادل یک محصول با نام تجاری، در دوز، قدرت، مسیر مدیریت، کیفیت، عملکرد، و استفاده مورد نظر است. این اصطلاح همچنین ممکن است برای اشاره به هر گونه داروی به بازار عرضه شده تحت نام شیمیایی آن بدون تبلیغات، یا ساختار شیمیایی دارو به جای نام تجاری که تحت آن دارو به فروش می‌رسد باشد.

## تعاریف کلی
یک داروی ژنریک(به فارسی: عمومی) یک داروی شیمیایی است که حاوی همان ماده شیمیایی دارویی است که معمولاً در ابتدا با مارک‌ ها و برند های شرکتی که آن را فرموله و ایجاد کرده، فروخته می‌شد. داروهای ژنریک پس از منقضی شدن مدت زمان انحصاری داروهای اصلی مجاز به فروش هستند. از آنجایی که ماده شیمیایی فعال یکسان است، مشخصات پزشکی ژنریک ها در مقایسه با عملکرد آنها در زمانی که داروهای ثبت اختراع شده بودند، برابر است. یک داروی ژنریک همان ماده دارویی فعال (API) را دارد که داروی اصلی است، اما ممکن است در برخی ویژگی‌ها مانند فرآیند تولید، فرمولاسیون، مواد کمکی، متفاوت باشد. 
رنگ، طعم و بسته بندی، اگرچه ممکن است این داروها با شرکت خاصی مرتبط نباشند، داروهای ژنریک معمولاً در کشورهایی که در آن توزیع می‌شوند تابع مقررات دولتی هستند. آنها با نام سازنده و یک نام غیر اختصاصی عمومی مانند نام پذیرفته شده ایالات متحده (USAN) یا نام غیر اختصاصی بین المللی (INN) دارو برچسب گذاری شده اند. یک داروی ژنریک باید حاوی همان ترکیبات فعال باشد که فرمول نام تجاری اصلی آن وجود دارد. سازمان غذا و داروی ایالات متحده (FDA) از ژنریک‌ها می‌خواهد با توجه به ویژگی‌های فارماکوکینتیک و فارماکودینامیک مشابه یا در محدوده زیستی قابل قبولی از همتایان نام تجاری خود باشند.  (استفاده FDA از کلمه "یکسان" یک تفسیر قانونی است، نه تحت اللفظی.) بیوداروها، مانند آنتی بادی های مونوکلونال، از نظر بیولوژیکی با داروهای مولکولی کوچک متفاوت هستند. بیوسیمیلرها دارای ترکیبات دارویی فعالی هستند که تقریباً با محصول اصلی یکسان هستند و معمولاً تحت مجموعه قوانین گسترده‌ای تنظیم می‌شوند، اما آنها مانند داروهای ژنریک نیستند، زیرا مواد فعال با محصولات مرجع آنها یکسان نیستند. در بیشتر موارد، محصولات ژنریک پس از انقضای انحصاری ارائه شده به سازنده اصلی دارو در دسترس می‌شوند. هنگامی که داروهای ژنریک وارد بازار می شوند، رقابت اغلب منجر به قیمت های بسیار پایین تر هم برای محصول با نام تجاری اصلی و هم برای معادل های ژنریک آن می شود. در اکثر کشورها، حق انحصار ۲۰ سال است. با این حال، بسیاری از کشورها و مناطق، مانند اتحادیه اروپا و ایالات متحده، ممکن است تا پنج سال انحصار اضافی("بازیابی مدت ثبت اختراع") اعطا کنند اگر سازندگان به اهداف خاصی مانند انجام آزمایش‌های بالینی برای بیماران کودکان دست یابند. تولیدکنندگان، عمده فروشان، بیمه گران و داروخانه ها همگی می توانند قیمت ها را در مراحل مختلف تولید و توزیع افزایش دهند. در سال ۲۰۱۴، طبق تجزیه و تحلیل انجمن داروسازی ژنریک، داروهای ژنریک ۸۸ درصد از ۴.۳ میلیارد نسخه پر شده در ایالات متحده را تشکیل می دادند. از سوی دیگر، «ژنریک‌های مارک‌دار» توسط FDA و خدمات بهداشت ملی به‌عنوان «محصولاتی تعریف می‌شوند که (الف) یا اشکال دوز جدید محصولات بدون ثبت اختراع تولید شده توسط سازنده‌ای هستند که مبدع مولکول نیستند، یا یک کپی مولکولی از یک محصول بدون ثبت اختراع با یک نام تجاری. از آنجایی که شرکت تولید کننده ژنریک های مارک دار می تواند هزینه کمی برای تحقیق و توسعه هزینه کند، می تواند به تنهایی صرف بازاریابی کند، بنابراین سود بیشتری به دست آورد و هزینه ها را کاهش دهد. برای مثال، بیشترین درآمد Ranbaxy، که اکنون متعلق به Sun Pharma است، از محصولات ژنریک مارک‌دار به دست آمده است.